# La canaglia in minigonna
La canaglia in minigonna (おいら女蛮?, Oira sukeban) è un manga in sette volumi creato da Gō Nagai e pubblicato tra il 1974 e il 1976; è stato adattato in un OAV di 45 minuti nel 1992 e in due film live action nel 1992 e nel 2005, quest'ultimo intitolato Sukeban Boy ed interpretato dall'attrice pornografica Asami Sugiura.

## Trama
Si tratta di una commedia con tratti erotici: il protagonista Banji Suke deve travestirsi da ragazza per poter entrar a far parte d'una scuola esclusivamente femminile. Col suo carattere forte ed impulsivo, immerso in tale situazione, gli capitano tutta una serie di disavventure comiche.